# Altensteig (Dirlewang)
Altensteig ist ein Ortsteil des oberschwäbischen Marktes Dirlewang im Landkreis Unterallgäu in Bayern. 

## Ortsname
Den Namen erhielt das Kirchdorf dadurch, dass es an der alten Steige liegt. Sie überwindet etwa 40 Höhenmeter auf etwa 340 Meter Länge und liegt im südlichen Teil des langgezogenen Ortes. Sie war die Verbindung zwischen Ottobeuren und Bad Wörishofen auf dem alten Handelsweg.

## Lage
Das Dorf ist über die Kreisstraße MN 4 an den etwa 2,5 Kilometer westlich liegenden Hauptort angebunden. Im Osten ist das Dorf vom Höhenplateau mit den Waldstücken Unteres und Oberes Bauernholz begrenzt. Die westlich an den Ort grenzenden Wettenäcker werden überwiegend landwirtschaftlich genutzt. Zwischen Altensteig und Dirlewang fließt der Hungerbach.

## Geschichte

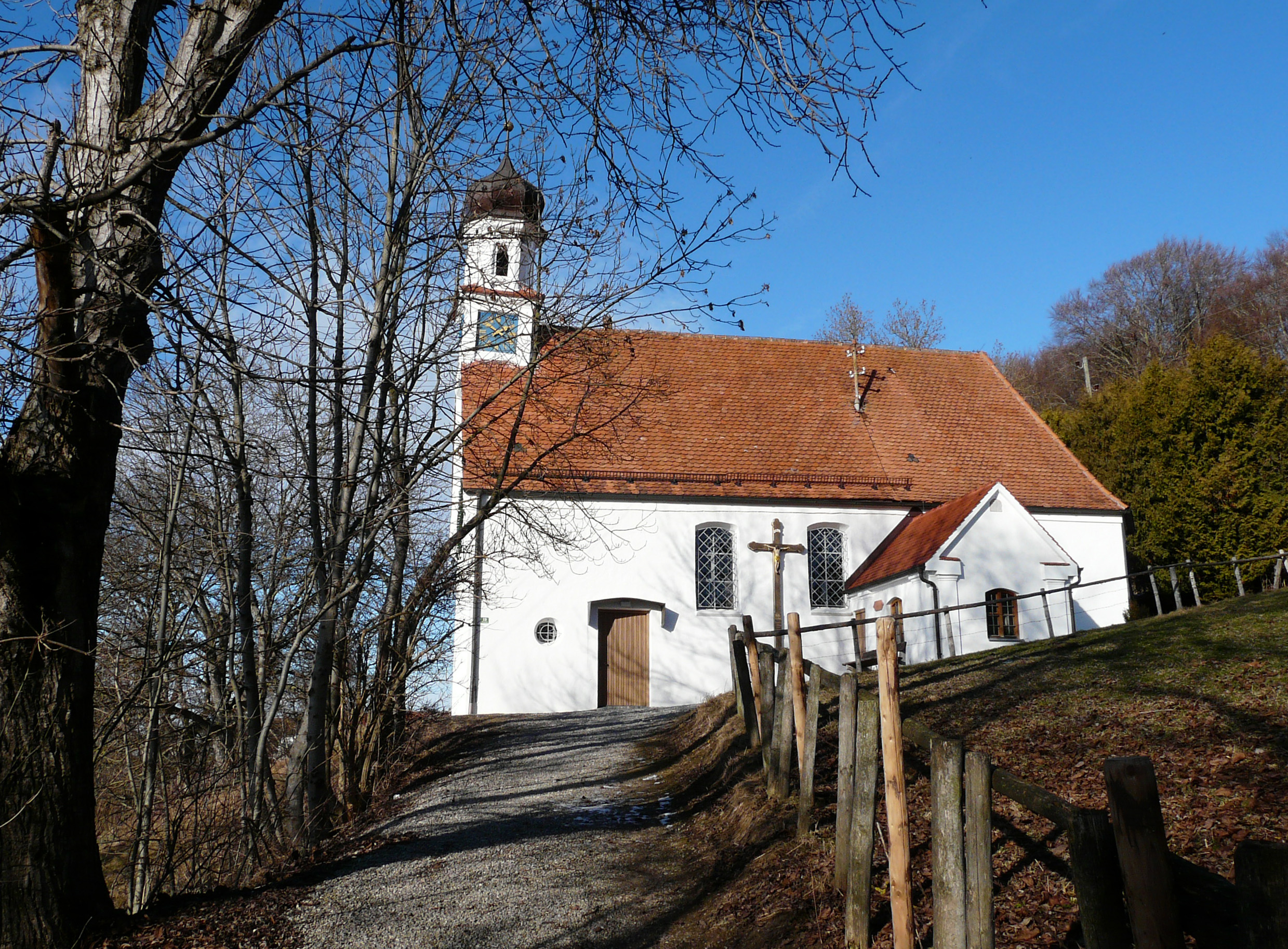
St. Franziskus und Georg

Die erste urkundliche Erwähnung des Ortes war 1256, als Schwigger von Mindelheim einen Hof im Dorf besaß. Die Vogteirechte wurden 1303 von seinem Enkel Schwigger V. an das Kloster Rottenbuch verkauft. Das Augustinerkloster Mindelheim erhielt die Mühle in Gernstall von Jos Hürnbach zu Altensteig im Jahre 1390. Im Kaufvertrag der Herrschaft Mindelheim von 1363, mit dem die Schwiggers die Herrschaft den Augsburgern Domherren Heinrich und Walther von Hochschlitz veräußerten, wurde der Ort mit „daz geriht ze Altensteig“ genannt. Im Teilungsvertrag der Herrschaft Mindelheim von Barbara von Frundsberg, Ulrich von Frundsberg und dessen Bruder Hans von Frundsberg wurde der Ort als „das dorf Altensteig“ aufgeführt. In der Folgezeit zersplitterte sich der Besitz auf verschiedene Mindelheimer, Memminger und Kaufbeurer Bürger und den Bürgermeister Kaspar Ulmann von Dillingen an der Donau. Auch das Kloster Steingaden und das Katharinenkloster Augsburg waren im Ort begütert. Nach dem Reichsdeputationshauptschluss 1803 entstand die politische Gemeinde Altensteig, die am 1. Juli 1972 in die Gemeinde Dirlewang eingemeindet wurde. Eine Flurbereinigung fand von 1934 bis 1936 statt. 
Geistlich war der Ort mindestens seit 1616 zweigeteilt. Der südliche Teil gehörte mit Osterlauchdorf zur Pfarrei Dorschhausen, der nördliche zur Pfarrei Mindelau. Diese Grenze hat noch Bestand und verläuft von der Kapelle St. Franziskus und Georg in westlicher Richtung. Entsprechend werden die Verstorbenen aus Altensteig noch heute in Dorschhausen oder Mindelau beerdigt. Bis 1946 wurden auch die Kinder in diesen Orten unterrichtet. Damals wurde die erste Schule in Altensteig eingerichtet, ab dem 26. September 1949 wurden die Schüler im neugebauten Schulhaus unterrichtet. Am 1. Januar 1966 trat der Ort dem Schulverband Dirlewang bei. 
Der ehemalige Zehntstadel wurde nach dem Ersten Weltkrieg, der Schafstadel am Südrand des Dorfes 1956 und das Gemeindehaus oder Armenhaus wurden 1973/1974 abgebrochen.

## Sehenswürdigkeiten

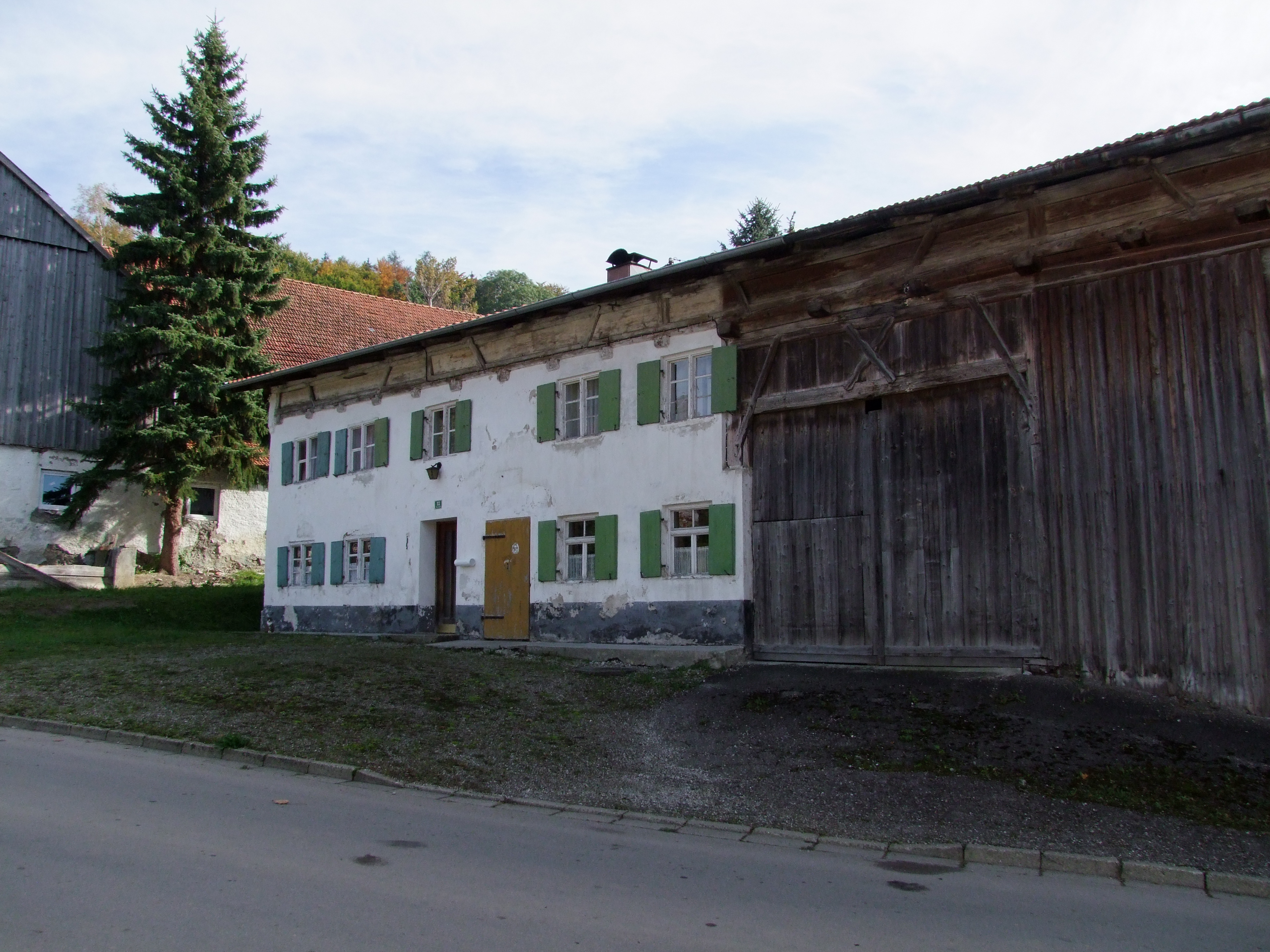
Brunnenstraße 12

Die Kapelle St. Franziskus und Georg steht unter Denkmalschutz, ebenso wie die Bauernhäuser Brunnenstraße 12 und Adlerstraße 8, die zu den nördlichsten Bauernhöfen im sogenannten Allgäuer Stil gehören.

## Regelmäßige Veranstaltungen
Seit dem 1. August 1775, als 25 Wallfahrer unter der Leitung von Antonius Schuster zur Abwendung einer Viehpest eine Wallfahrt zur Wieskirche durchführten, findet diese jährlich statt.